# 863
863 (DCCCLXIII) var ett normalår som började en fredag i den julianska kalendern.

## Händelser

### Okänt datum
- I den Aghlabidiska dynastin efterträds Ahmad ibn Muhammad av Ziyadat Allah II ibn Abil-Abbas som senare samma år efterträds av Muhammad II ibn Ahmad.

## Födda
- Ludvig III, kung av Västfrankiska riket 879–882 (född omkring detta år eller 865)

## Avlidna
- 24 januari – Karl, kung av Provence och Burgund sedan 855